# ALFA M44
ALFA M44 пулемёт под патрон 7.92×57 мм, состоящий на вооружении Вооружённых сил Испании. Разработан в 1944 году испанской компанией CETME.

## Эксплуатанты
- Испания[2]
- Египет[2]